# Disorder (The Gazette)
Disorder è il primo album registrato in studio della j-rock band The Gazette, pubblicato il 13 ottobre del 2004 e postato sul terzo numero del quotidiano Oricon. La prima stesura dell'edizione limitata è uscita con un cofanetto speciale color oro e nero e che includeva sia l'Intro che la canzone Disorder Heaven.

## Tracce
Testi di Ruki, musica dei The Gazette.
1. Intro – 0:47
2. The $ocial Riot Machine$ – 3:36
3. Carry? – 4:29
4. Zakurogata no Yuuutsu (ザクロ型の憂鬱?) – 3:56
5. Maximum Impulse – 5:39
6. Hana Kotoba (花言葉?) – 4:45
7. Tokyo Shinjuu (東京心中?) – 5:47
8. SxDxR – 3:22
9. Anti Pop – 3:13
10. Shichi Gatsu Youka (7月8日?) – 4:38
11. Saraba (さらば?) – 6:14
12. Disorder Heaven – 1:20

## Formazione
- Ruki - voce
- Uruha - chitarra
- Aoi - chitarra
- Reita - basso
- Kai - batteria

## Singoli
- Zakurogata no Yuuutsu è l'unico singolo estratto, pubblicato il 28 giugno dello stesso anno, anticipando così l'uscita dell'album.